# Letni sen
Letni sen (szw. Sommarlek) – szwedzki film fabularny z 1951 roku w reżyserii Ingmara Bergmana. Dramat obyczajowy z wątkiem romansowym, opowiadający o wspomnieniach starzejącej się tancerki Marie, granej przez Maj-Britt Nilsson.
Film powstał na podstawie opowiadania, które Bergman napisał mając 17 lat. Letni sen należał do tych filmów Bergmana, które on sam najbardziej cenił.

## Opis fabuły
Bohaterką filmu jest Marie, starzejąca się primabalerina. Zmartwiona pierwszymi oznakami starzenia się przeżywa kryzys twórczy. Powraca więc na wyspę, na której przeżyła przed wielu laty swoją pierwszą miłość. Jej ukochany, Henrik zginął tamtego lata, skacząc do wody, młoda Maria poszukiwała więc pocieszenia w ramionach uwodzicielskiego, doświadczonego Erlanda. Wspominając tamte przeżycia Marie stopniowo powraca do równowagi.

## Obsada
- Maj-Britt Nilsson – Marie
- Birger Malmsten – Henrik
- Annalisa Ericson – Kaj
- Alf Kjellin – David Nyström
- Renée Björling – ciotka Elisabeth
- Georg Funkquist – Erland
- Douglas Håge – Nisse
- John Botvid – Karl
- Mimi Pollak – Pani Calwagen, ciotka Henrika
- Olav Riégo – lekarz
- Göte Stergel – tancerz
- Gerd Andersson – tancerz